# Baños de Molgas
Baños de Molgas es un municipio español perteneciente a la comarca de Allariz-Maceda, en la provincia de Orense.

## Historia
Se ha entendido tradicionalmente que en la villa de Baños de Molgas se hallaba una mansión romana conocida como "Salientibus" que se menciona en el itinerario Antonino; en todo caso el puente romano y los hallazgos arqueológicos encontrados en sus alrededores acreditan la presencia romana, fomentada por la existencia de aguas termales. 
Este presunto pasado romano quedó demostrado con el hallazgo en 2011 de unas inscripciones cuya autoría se concede a Antonio Flavio, un varón de cargo desconocido que vivió durante la época imperial. El estudio del mensaje grabado, realizado por Manuel Vidán Torreira, ha concluido que sobre la piedra pueden leerse las palabras "Ninfas de Molgas". Torreira explica que " Ninfas tiene aquí el significado de aguas sagradas", de lo que puede deducirse que "el oferente Aurelio confiaba en que las Ninfas de Molgas le recuperarían su perdida salud".
No se tienen evidencias históricas hasta la llegada del siglo XVII, cuando Bartolomé Hidalgo, un vecino feligrés, encargó una serie de misas en la ermita del Medo. treinta años después, la mezquita obtuvo el visto bueno del Obispo de Orense, Diego de Zúñiga. Fue entonces cuando comenzó la construcción del Santuario de Nuestra Señora de los Milagros.

## Geografía humana

### Demografía
Cuenta con una población de 1504 habitantes (INE 2024).
| Gráfica de evolución demográfica de Baños de Molgas entre 1842 y 2021                                                 |
| |
| Población de derecho según los censos de población del INE. Población de hecho según los censos de población del INE. |

### Economía
Baños de Molgas es uno de los municipios con mayor potencial turístico de la provincia de Orense. Se encuentra en el valle del Medo, junto al cauce superior del río Arnoya. Este río tiene fama por su excelente pesca, en especial la trucha. 
Baños de Molgas, como su nombre toponímico bien indica, destaca fundamentalmente por sus aguas termales y su balneario. La historia del municipio de Baños de Molgas está vinculada a la existencia de sus aguas termales conocidas y utilizadas desde la época de los romanos, para ellos “Aquis Salientibus”. En funcionamiento desde 1873, vivió numerosas modificaciones conservando su aspecto tradicional. Los romanos conocieron ya las propiedades del Balneario de Baños de Molgas. Usaban sus aguas por su poder curativo y también por el beneficio del calor que emanan. El municipio debe su nombre a Roma, “Balneos Mollicas” (baños suaves y sedantes).
Un estudio impulsado por la Universidad de Zaragoza y dirigido por Olga Martínez concluyó que "un 65% de la población balnearia ha respondido que la percepción de su estado de salud mental ha mejorado" tras su estancia en las aguas termales del pueblo. Otro 22% afirma que "ha mejorado bastante desde un punto de vista anímico".

## Administración

### Alcaldía
El actual alcalde es Manuel Ángel Fernández Movilla  (PP).
| Elecciones municipales del 28 de mayo de 2023 |       |         |            |
| Partido                                       | Votos | %       | Concejales |
| Partido Popular                               | 476   | 48,27 % | 5          |
| BNG                                           | 359   | 36,40 % | 3          |
| PSG-PSOE                                      | 141   | 14,30 % | 1          |

### Organización territorial
El municipio está formado un despoblado que no pertenece a ninguna parroquia (Penouzos) y cuarenta y seis entidades de población distribuidas en doce parroquias:
- Almoite (Santa María)
- Ambía (San Esteban)[12]
- Baños de Molgas (San Salvador)
- Betán (San Martín)[13]
- Cantoña (San Mamed)[14]
- Coucieiro (San Vicente)
- Guamil (Santa María)
- Lamamá[15] (San Ciprián)[16]
- Poedo (Santa María)
- Presqueira (San Martín)[17]
- Puente Ambía[15] (Santa María)[18]
- Ribeira (San Pedro)
- Vide (San Juan)[19]

## Monumentos
- La Iglesia de Almoite (con cruceros).
- La Iglesia de San Ciprián (Cibrao) de Lama Má (destaca el retablo).
- El Puente romano.
- El Balneario.
- La Capilla de Santa Eufemia de Ambía (de estilo prerrománico).
- Zona recreativa Parque Ansuiña y las Mestras.
- Las Burgas
- Safari Mestras
- Parque natural Arnoya

Enclavado en medio del valle se sitúa el Santuario de Nuestra Señora de Los Milagros. Lo regentan los PP. Paúles desde el siglo XVIII. Junto al Santuario hay un enorme edificio de piedra, antiguo colegio-seminarista.

## Turismo
La villa de Baños de Molgas está bien conservada, manteniendo un aire decimonónico. Además del balneario destacan el puente romano, la iglesia de San Salvador, el Hotel Ansuíña y la estación de RENFE.
Además, el ayuntamiento también trabaja para fomentar el turismo arqueológico. Desde 2017 se han puesto en marcha proyectos de excavación en el Castro do Alto de Acea. A principios de 2021, se animó a un grupo de estudiantes de Historia del Campus de Orense a que participaran en el proceso.